# Le ossa sotto la pelle
Le ossa sotto la pelle (The Bones Beneath My Skin) è un romanzo fantascientifico dell'autore TJ Klune, inizialmente pubblicato in maniera indipendente nel 2018.

## Trama
La storia si ambienta nel 1995. Nate Cartwright è un giovane uomo che ha appena perso il suo lavoro di giornalista a Washington per aver corrotto un senatore tramite rapporti sessuali in cambio di notizie. Un giorno riceve la notizia della morte dei genitori divorziati, in quanto il padre ha ucciso la madre prima di togliersi la vita. Nate era stato disconosciuto da loro anni addietro a causa della sua omosessualità, che aveva portato anche il fratello maggiore a rompere i legami con lui. Rimasto senza più nulla, Nate decide di passare qualche settimana nella baita di famiglia, situata nei boschi montuosi dell'Oregon, per cercare di decidere il da farsi.
Nate scopre che la baita è occupata abusivamente da due persone: un uomo imponente di nome Alex e un'eccentrica bambina chiamata Artemis Darth Vader, detta "Arts". I due sono in fuga da qualcuno e, nonostante i timori, Nate accetta di farli rimanere per un po'. Una settimana dopo, si presentano alla baita delle persone armate del governo guidate da un certo Randy, venuti a catturare Arts con la forza. I tre riescono a fuggire, e Arts dà prova di potere telecinetici.
I tre sono costretti a darsi alla macchia per settimane, durante le quali Nate approfondisce il suo rapporto con Alex e Arts. Scopre che Arts è una creatura aliena denominata "Settimo Tipo", dall'aspetto gassoso e incorporeo. Trent'anni prima è arrivata sulla Terra in esplorazione con dei suoi simili, ma ha accidentalmente posseduto il corpo di un uomo di nome Oren Schraeder ed è stata lasciata indietro dagli altri. Il governo l'ha rinchiusa in un luogo chiamato "Montagna" per studiarla, finché non è riuscito a strapparla a Oren e a farla entrare nel corpo di una bambina di nove anni orfana e morta cerebralmente, che occupa tutt'ora senza che esso invecchi mai. Alex, un ex militare di punta, era stravolto dal dolore per la morte dell'ex moglie e del figlio piccolo, e il governo lo ha inviato ad entrare in contatto con Arts per verificare la reazione dell'aliena al dolore umano. Con il trascorrere del tempo, i due si sono affezionati profondamente a vicenda, al punto da stringere un legame psichico, finché Alex non ha deciso di far evadere Arts affinché potesse farsi venire a prendere dai suoi simili.
Su decisione di Arts, lei, Alex e Nate vanno a trovare Oren, il quale ha finto la propria morte al governo e si è ricostruito una vita come leader di un gruppo di ferventi religiosi. Durante la permanenza, Alex e Nate iniziano una relazione. Dopo qualche giorno, tuttavia, Oren rivela di essere impazzito in seguito alla possessione di Arts: è convinto che sia l'incarnazione di Dio che porterà lui e il suo gruppo spiritualmente sulla sua Arca dell'Alleanza, quindi spinge al suicidio i suoi seguaci e tortura Arts minacciando di uccidere Alex e Nate, finché Alex non lo uccide. Randy e il suo esercito arrivano per catturare Arts, la quale usa i suoi poteri per salvare Alex e Nate; nello scontro, Alex uccide Randy per proteggere Nate. I tre giungono sul posto dove i simili di Arts dovrebbero prelevarla, ma lei dice loro di voler rimanere sulla Terra con Alex e Nate e le viene concesso. 
Diciassette anni dopo, i tre si sono rifatti una vita sotto falso nome; Alex e Nate sono sposati e hanno formalmente adottato Arts (che ora cresce fisicamente) come loro figlia. Arts decide di rivelare al mondo, tramite un video, la sua vera identità per trasmettere un messaggio di pace universale.